# Parargyrops
Parargyrops is een monotypisch geslacht van straalvinnige vissen uit de familie van zeebrasems (Sparidae).

## Soort
- Parargyrops edita Tanaka, 1916